# Tim Ulreich
Tim Ulreich (* 10. Juli 2007) ist ein österreichischer Fußballspieler.

## Karriere
Ulreich begann seine Karriere beim SC Wiesfleck. Zur Saison 2018/19 wechselte er zum TSV Hartberg. Zur Saison 2020/21 kam er in die Jugend des SK Sturm Graz, bei dem er dann ab der Saison 2021/22 auch sämtliche Altersstufen in der Akademie durchlief.
Im Mai 2024 stand Ulreich erstmals im Kader der zweiten Mannschaft der Steirer. Sein Debüt in der 2. Liga gab er schließlich im selben Monat, als er am 29. Spieltag der Saison 2023/24 gegen den SV Stripfing in der Nachspielzeit für Samuel Stückler eingewechselt wurde. Im August 2025 unterschrieb er seinen ersten Jungprofivertrag und wurde damit längerfristig an den Verein gebunden.